# Coupe de la CAF 1994
Navigation
Édition précédente Édition suivante
La Coupe de la CAF 1994 est la troisième édition de la Coupe de la CAF. 
Elle voit le sacre du club du Bendel Insurance du Nigeria qui bat les Angolais de Primeiro de Maio en finale, lors de cette troisième édition de la Coupe de la CAF, qui est disputée par les vice-champions des nations membres de la CAF. Toutes les rencontres sont disputées en matchs aller et retour.
À noter que les équipes du Zimbabwe, du Bénin et d'Ouganda sont disqualifiées, car leurs fédérations ont des dettes envers la CAF. Quant à l'équipe de Roan United FC de Zambie, elle est disqualifiée car la fédération zambienne a inscrit l'équipe hors délai.

## Tour préliminaire
| Équipe 1    | Résultat | Équipe 2         | Aller | Retour |
| ----------- | -------- | ---------------- | ----- | ------ |
| Boavista FC | 4 - 5    | Diamond Stars FC | 3 - 1 | 1 - 4  |
| Linare FC   | 0 - 3    | CS Saint-Denis   | 0 - 1 | 0 - 2  |

## Premier tour
| Équipe 1               | Résultat      | Équipe 2                   | Aller | Retour |
| ---------------------- | ------------- | -------------------------- | ----- | ------ |
| AS Bantous             | 2 - 1         | Mukura Victory Sports FC   | 0 - 0 | 2 - 1  |
| Ethiopian Coffee       | 2 - 5         | Al-Mourada SC              | 2 - 1 | 0 - 4  |
| CS Saint-Denis         | -             | Roan United FC disqualifié | -     | -      |
| Diamond Stars FC       | 1 - 1 4-3 tab | Club industriel de Kamsar  | 1 - 0 | 0 - 1  |
| Elect-Sport FC forfait | -             | Olympic FC de Niamey       | -     | -      |
| Gaborone United        | 1 - 2         | Ferroviario Maputo         | 1 - 0 | 0 - 2  |
| AS Garde Nationale     | 2 - 4         | JS Kairouan                | 1 - 1 | 1 - 3  |
| Gomido Kpalimé         | 0 - 3         | Unisport Bafang            | 0 - 0 | 0 - 3  |
| Mogas 90 disqualifié   | -             | Fulani FC                  | -     | -      |
| Moneni Pirates         | -             | CAPS United disqualifié    | -     | -      |
| Villa SC disqualifié   | -             | AFC Leopards               | -     | -      |
| AS Nianan              | 3 - 1         | Delta FC                   | 1 - 1 | 2 - 0  |
| Racing Club de Bobo    | 3 - 4         | US Chaouia                 | 2 - 1 | 1 - 3  |
| SCAF Tocages           | 2 - 6         | Bendel Insurance           | 1 - 2 | 1 - 4  |
| Young Africans         | 1 - 2         | Moroka Swallows            | 1 - 0 | 0 - 2  |
| Young Ones FC forfait  | -             | Primeiro de Maio           | -     | -      |

## Huitièmes de finale
| Équipe 1          | Résultat      | Équipe 2                     | Aller | Retour |
| ----------------- | ------------- | ---------------------------- | ----- | ------ |
| AFC Leopards      | 3 - 0         | Moneni Pirates               | 2 - 0 | 1 - 0  |
| CS Saint-Denis    | 3 - 2         | Ferroviario Maputo           | 1 - 0 | 2 - 2  |
| Diamond Stars FC  | 1 - 4         | Unisport Bafang              | 1 - 2 | 0 - 2  |
| Fulani FC forfait | -             | Bendel Insurance             | -     | -      |
| JS Kairouan       | 4 - 4 6-5 tab | AS Nianan                    | 3 - 1 | 1 - 3  |
| Primeiro de Maio  | 7 - 5         | AS Bantous                   | 5 - 1 | 2 - 4  |
| Moroka Swallows   | 1 - 2         | Al-Mourada SC                | 0 - 0 | 1 - 2  |
| US Chaouia        | 6 - 0         | Olympic FC de Niamey forfait | 6 - 0 | -      |

## Quarts de finale
| Équipe 1         | Résultat      | Équipe 2                 | Aller | Retour |
| ---------------- | ------------- | ------------------------ | ----- | ------ |
| AFC Leopards     | 2 - 2e        | Primeiro de Maio         | 2 - 1 | 0 - 1  |
| Al-Mourada SC    | -             | Diamond Stars FC forfait | -     | -      |
| CS Saint-Denis   | 5 - 4         | JS Kairouan              | 5 - 3 | 0 - 1  |
| Bendel Insurance | 1 - 1 4-2 tab | US Chaouia               | 1 - 0 | 0 - 1  |

## Demi-finales
| Équipe 1       | Résultat | Équipe 2         | Aller | Retour |
| -------------- | -------- | ---------------- | ----- | ------ |
| CS Saint-Denis | 2 - 4    | Bendel Insurance | 1 - 0 | 1 - 4  |
| Al-Mourada SC  | 3 - 5    | Primeiro de Maio | 0 - 0 | 3 - 5  |

## Finale
- Matchs disputés les 20 et 4 décembre 1994.

| Équipe 1         | Résultat | Équipe 2         | Aller | Retour |
| ---------------- | -------- | ---------------- | ----- | ------ |
| Primeiro de Maio | 1 - 3    | Bendel Insurance | 1 - 0 | 0 - 3  |

## Vainqueur
| Coupe de la CAF Vainqueur 1994 |
| ------------------------------ |
| Bendel Insurance Premier titre |